# Ariyike Akinbobola
Ariyike Lawal-Akinbobola, conocida profesionalmente como Ariyike Akinbobola, es una presentadora de televisión, modelo, abogada y actriz nigeriana. Desde 2011, ha trabajado como productora asociada y presentadora de televisión para Spice TV, en 'On the Couch' y además ha producido y presentado las noticias de moda y otros programas de televisión como Sugar and Spice, Urban Spice, Instant Beauty Queen y Project Swan. También presenta el programa de gadgets Spice Toys.

## Biografía
Akinbobola nació en Lagos, Nigeria y es la quinta de seis hijos de Mojeed Adewale y Ladun Lawal (de soltera Ojutalayo). Su ascendencia es yoruba.
Asistió a la Universidad de Lagos, Akoka para estudiar derecho.
En 2011, obtuvo un diploma en Presentaciones televisivas en la Academia de Medios, Cine y Televisión de Londres. Ejerció como abogada durante algunos años.

## Carrera profesional
En 2011 hizo una audición para un trabajo como presentadora en una nueva estación de televisión por satélite: Spice TV y en junio de 2011, fue contratada como presentadora de televisión.
En 2013, fue anfitriona de la alfombra roja en el baile presidencial de la cámara de comercio nigeriano-británica.
En 2013, debutó como actriz en la serie de televisión nigeriana "Lekki wives" junto a Kiki Omeili y Katherine Obiang. También participó en la serie "Aunty Caro's bar". Akinbobola coorganizó el concierto crossover de Lagos Countdown junto a Ikponmwosa Osakioduwa y Quest (en 2012), así como con Gbenga Adeyinka e Ill-Rhymz (en 2013). El evento está organizado por el gobierno del estado de Lagos y se transmite en vivo en toda África. Es similar al evento anual Times Square, New Year Countdown.

## Premios y reconocimientos
En 2012, fue galardonada con el premio "Presentador de televisión joven más prometedor" del año en los Premios al Mérito de las emisoras nigerianas (NBMA), Lagos, Nigeria, y también fue nominada en 2012 y 2013 como "Presentador de televisión más popular" en los premios al mérito de las emisoras nigerianas.
En 2014, fue nominada al Premio Internacional Humanitario del Año en los premios Women4Africa Awards, que se celebraron en Londres. También fue nominada para los premios Exquisite Lady of the Year (ELOY) 2014, donde fue nominada como Presentadora de televisión del año.
| Año  | Evento                                              | Premio                                           | Nominado           | Resultado |
| ---- | --------------------------------------------------- | ------------------------------------------------ | ------------------ | --------- |
| 2012 | Premios al mérito de las emisoras de Nigeria (NBMA) | 'Presentador de televisión joven más prometedor' | Ariyike Akinbobola | Ganadora  |
| 2012 | Premios al mérito de las emisoras de Nigeria (NBMA) | 'Presentador de televisión más popular'          | Ariyike Akinbobola | Nominada  |
| 2013 | Premios al mérito de las emisoras de Nigeria (NBMA) | 'Presentador de televisión más popular'          | Ariyike Akinbobola | Nominada  |
| 2013 | Premios al Mérito Club Flames 2013 de Magic City    | Premio Humanitario a la Excelencia               | Ariyike Akinbobola | Ganadora  |
| 2014 | Premios Women4Africa                                | Humanitario internacional del año                | Ariyike Akinbobola | Nominada  |
| 2014 | Premios Exquisita Dama del Año (ELOY)               | Presentador de televisión del año                | Ariyike Akinbobola | Nominada  |